# Insignias rúnicas de las Schutzstaffel
Las insignias rúnicas de las Schutzstaffel (conocidas en alemán como SS-Runen) se usaron desde 1920 hasta 1945 en banderas de las Schutzstaffel, uniformes y otros artículos como símbolos de diversos aspectos de la ideología nazi y el misticismo germánico. También representaban las virtudes consideradas como deseables en los miembros de las SS, y se basaban en las runas armanen del místico völkisch Guido von List, que se basaba libremente en los alfabetos rúnicos históricos. Las runas de las SS son comúnmente utilizadas por los neonazis.

## Runas usadas por las SS
| Runa                                   | Nombre            | Significado                             | Comentarios |
| The double-sig rune insignia of the SS | doppelte Siegrune | "Victoria" o "Schutzstaffel"            | La runa sig (o Siegrune) simboliza la victoria (sieg). En su forma original como la runa ᛋ del Futhark más joven, representaba el sol; sin embargo, von List lo reinterpretó como un signo de victoria cuando compiló su lista de "runas de Armanen". Fue adaptado en el emblema de las SS en 1933 por Walter Heck, un SS-Sturmhauptführer que trabajó como diseñador gráfico para Ferdinand Hoffstatter, un productor de emblemas e insignias en Bonn. El sencillo pero llamativo dispositivo de Heck consistía en dos runas de lado a lado como un rayo, y pronto fue adoptado por todas las ramas de la SS, aunque el mismo Heck recibió solo un pago de 2.5 Reichsmarks por su trabajo. El símbolo tenía un doble significado; además de representar las iniciales de las SS, podría leerse como un grito de "¡Victoria, Victoria!". El símbolo se hizo tan omnipresente que con frecuencia se escribía usando runas en lugar de letras; durante el período nazi, se agregó una clave adicional a las máquinas de escribir alemanas para permitirles escribir el logotipo de doble sig con una sola pulsación de tecla. |
|                                        | Eif               | Celo / entusiasmo                       | La runa Eif es una versión rotada y reflejada de la runa ᛇ o Eihwaz. Durante los primeros años de la SS fue utilizado por los ayudantes personales de Hitler, como Rudolf Hess. |
|                                        | Ger               | Espíritu comunal                        | La runa Ger se usó para simbolizar el ideal comunitario de las SS. La 11.ª División de Granaderos SS Nordland, una unidad de las Waffen-SS, adoptó la runa como una variante de su insignia divisional. |
|                                        | Hagal             | Fe en el nazismo                        | La runa armanen Hagal fue ampliamente utilizada en las SS por su representación simbólica de "fe inquebrantable" en la filosofía nazi, como dijo Himmler. Se usó en bodas de las SS, así como en las SS-Ehrenring (anillo de la calavera) que usaban los miembros de las SS. La runa también se usó como insignia de la división de la 6.ª División de Montaña SS Nord. Es más o menos similar a ᚼ o Haglaz del Futhark joven, que significaba "granizo", pero fue modificado por von List para sus runas de Armanen. List la consideraba la "runa madre" de su alfabeto rúnico y la consideraba como una representación de un cristal hexagonal. |
|                                        | Leben             | Vida                                    | La Lebensrune o "runa de la vida" se basó en la runa Algiz y fue utilizada por la Lebensborn e. V., el organismo de las SS responsable del programa Lebensborn que apoyó a las "familias valiosas desde el punto de vista racial, biológico y hereditario" de los miembros de las SS y otros "arios". Esta interpretación de la runa "hombre" no se basa en List, pero se produce desde la década de 1920 en la literatura del misticismo germánico, y llegó a ser ampliamente utilizado dentro del NSDAP y la Alemania nazi, por ejemplo. En las prescripciones oficiales para los diversos uniformes de los Sturmabteilung. La runa Yr llegó a ser vista como la "runa de vida" invertida e interpretada como "runa de la muerte" (Todesrune). Durante la era de la Segunda Guerra Mundial, estas dos runas (ᛉ para "nacer", ᛦ para "morir") se usó en obituarios y en tumbas para marcar las fechas de nacimiento y muerte, reemplazando los asteriscos y los símbolos en cruz (* para "nacido", † para "muerto") utilizados convencionalmente en este contexto en Alemania.                                             |
|                                        | Odal              | Parentesco, familia y unidad de sangre. | La runa Odal simbolizaba varios valores de los cuales eran de importancia central para la ideología nazi. Se adoptó de la runa ᛟ del Futhark antiguo. Durante la Segunda Guerra Mundial fue utilizada por la 7.ª División de Montaña SS Prinz Eugen, así como por la SS-Rasse-und Siedlungshauptamt, que era responsable de mantener la pureza racial de las SS. |
|                                        | Opfer             | Autosacrificio                          | El uso de la runa Opfer, que, como la runa Eif, es una versión rotada de la runa ᛇ o Eihwaz, precedió a los nazis, ya que fue adoptada por primera vez después de 1918 por el movimiento de veteranos de guerra Stahlhelm que finalmente se fusionó con la Sturmabteilung nazi (SA). El símbolo fue adoptado por los nazis después de 1923 para conmemorar a los miembros del partido que murieron en el fallido Putsch de Múnich de Hitler. |
|                                        | Tod               | Muerte                                  | La Todesrune es la versión invertida de la Lebensrune o "runa de la vida". Se basó en la ᛦ o runa Yr, que originalmente significaba "tejo". Fue utilizado por las SS para representar la muerte en documentos y marcadores de sepulcros en lugar del símbolo † más convencional utilizado para tales fines. |
|                                        | Tyr               | Liderazgo en batalla                    | La runa Tyr siguió el diseño de la runa ᛏ o Tiwaz, llamada así por Týr, el dios del combate singular, la victoria y la gloria heroica en la mitología nórdica. Su asociación con la guerra significaba que las SS pensaban que era el "Kampf" o runa de batalla, que simbolizaba el liderazgo militar. Las SS solían usarla en lugar de la cruz cristiana en los marcadores de las tumbas de sus miembros. También fue utilizado por graduados de la Reichsführerschule SA, que entrenó a oficiales de la SS hasta 1934; Lo llevaban en sus brazos superiores izquierdos. Fue adoptado como emblema por la 32.ª División de Granaderos SS "30 de Enero", que se reunió con los miembros de las escuelas de las SS en enero de 1945, así como por el Departamento de Reclutamiento y Capacitación de las SS. |

## Otros símbolos esotéricos usados por las SS
Además de las runas armanen de List, las SS utilizó una serie de otros símbolos esotéricos. Estos incluían:

| Símbolo | Nombre       | Significado              | Comentarios |
|         | Wolfsangel   | Libertad e independencia | La Wolfsangel ('gancho de lobo') se usó como un símbolo heráldico que aludía a una trampa de lobo, y todavía se encuentra en los brazos municipales de varios pueblos y ciudades alemanas. Fue adoptada por un levantamiento de campesinos del siglo XV, adquiriendo así una asociación con la libertad e independencia. El Partido Nazi adoptó el símbolo durante sus primeros años y posteriormente fue utilizado ampliamente por las SS, incluso por unidades como la 2.ª División SS Das Reich. Una variante de Wolfsangel fue utilizada por el Weer Afdeelingen, el ala paramilitar del Movimiento Nacional Socialista en los Países Bajos y la 34.ª División de Granaderos SS Landstorm Nederland, que surgió de los nazis holandeses. |
|         | Heilszeichen | Prosperidad              | Los símbolos Heilszeichen aparecieron en el anillo de la "cabeza de la muerte" de las SS y se usaron para simbolizar la buena fortuna y el éxito. |